# Kisvárosi maffia
A Kisvárosi maffia (eredeti cím: Warning Shot) 2018-as amerikai filmthriller, amelyet Dustin Fairbanks rendezett és Breanne Mattson írt. A főbb szerepekben Tammy Blanchard, Onata Aprile, Guillermo Díaz, Dwight Henry, Bruce Dern, David Spade és James Earl Jones látható.
A film premierje 2018. szeptember 6-án volt a kaliforniai Beverly Hillsben, a Writers Guild Theaterben, majd szeptember 14-én jelent meg a mozikba és VOD-on.

## Cselekmény
Az egyedülálló anya, Audrey és kislánya, Cheyenne részt vesznek Audrey nagyapjának temetésén. Audrey, aki a megélhetésért küzd pincérnőként, azon gondolkodik, hogy beköltözik nagyapja régi farmházába, ha az rá marad az örökségben.
Eközben Bobby, egy hatalmas vízügyi vállalat vezetője, anélkül, hogy tudna Audrey nagyapjának haláláról, felbéreli Rainyt és Jawarit, hogy megfélemlítsék a férfit, és rávegyék, hogy írja alá a birtokán található értékes patak vízjogainak átengedését.
Bobby igyekszik meggyőzni nagyapját, Calvint, hogy képes irányítani a családi vállalkozást, de Calvin folyamatosan alábecsüli őt. Calvin, aki betegeskedik és közel jár élete végéhez, már elvesztette érdeklődését az üzleti ügyek iránt; inkább élete nehézségein és megbánásain elmélkedik, miközben hátralévő idejét nosztalgiával tölti.
A farmházban Rainy és Jawari szembekerül Audrey-val és Cheyenne-nel, akik csak azért látogattak el, mert remélik, hogy a ház az övék lehet majd. Nem tudván, mit tegyenek, Rainy és Jawari úgy döntenek, túszul ejtik őket, amíg Bobby meg nem érkezik a vízjogokat átruházó hivatalos dokumentumokkal.
Miközben Jawari egy barátságos helyi drogdíler, Rainy szadista hajlamokat mutat, állandóan provokálva Audrey-t, Cheyenne-t és még Jawarit is. Eleinte Audrey engedelmeskedik, abban bízva, hogy őt és Cheyenne-t végül szabadon engedik. Hamarosan azonban nyilvánvalóvá válik, hogy Rainy egyre veszélyesebbé válik. Arra kényszeríti Audrey-t, hogy válasszon maga és Cheyenne között, de Audrey védelmező ösztöne azonnal arra készteti, hogy önmagát ajánlja fel a lánya helyett. Ez a reakció Rainy-t egyre jobban bosszantja.
Audrey rövid megkönnyebbülést tapasztal, amikor egy házaló hittérítő, David érkezik, aki Rainy figyelmét vonja magára. Most, hogy már három túsz van, és a helyzet egyre instabilabbá válik, Audrey próbál időt nyerni azzal, hogy Jawarihoz fordul segítségért, vagy hogy megosztja élete legintimebb részleteit Rainy-vel.
Rainy továbbra is egyéneket szemel ki és provokálja őket, végül meggyilkolja Jawarit, hogy megakadályozza beavatkozását. Mivel Audrey túl gyorsan feláldozná magát Cheyenne-ért, Rainy megpróbálja rávenni Davidet, hogy hozzon élet-halál döntést. Meg van győződve arról, hogy David vallásos meggyőződései hamisak, és soha nem áldozná fel magát idegenekért. Rainy ebben is kudarcot vall, amikor David, Audrey önzetlenségétől megindulva, erőt talál magában, és úgy dönt, hogy inkább őt lője le Rainy Audrey vagy Cheyenne helyett.
Amikor Cheyenne megszerzi Jawari pisztolyát, Audrey kénytelen megtámadni Rainy-t. Az ezt követő küzdelem során Davidhez kerül Jawari fegyvere. Mire Bobby megérkezik, a helyzet teljesen kicsúszik az irányítás alól. Bobby megpróbálja rendezni a helyzetet, de Audrey, talán a teher viselhetetlensége miatt, erőszakosan reagál.
A végrendelet felolvasásakor Audrey megtudja, hogy nagyapja vízjogai már korábban elvesztek, ezzel semmissé téve az egész zsarolási terv célját, és értelmetlenné téve a következő erőszakot. A film azzal zárul, hogy a döbbent Audrey kesereg: „Csak kérniük kellett volna.”

## Szereplők
| Szerep        | Színész          | Magyar hang            |
| ------------- | ---------------- | ---------------------- |
| Audrey        | Tammy Blanchard  | Nádasi Veronika        |
| Rainy         | Guillermo Díaz   | Horváth-Töreki Gergely |
| Bobby         | David Spade      |                        |
| David         | Frank Whaley     | Elek Ferenc            |
| Jawari        | Dwight Henry     |                        |
| Cheyenne      | Onata Aprile     | Prokópius Maja         |
| Calvin        | Bruce Dern       | Barbinek Péter         |
| Mr. Pendleton | James Earl Jones | Bartók László          |
| Marty         | Steve Eastin     | Berzsenyi Zoltán       |
| Notta Chance  | Niki Koss        | Sipos Eszter Anna      |

### Magyar változat
- Magyar szöveg– és szinkronrendező: Berzsenyi Zoltán
- Felvevő hangmérnök: Darvas Bence
- Hangmérnök és vágó: Papp Zoltán István
- Gyártásvezető: Mészáros Szilvia
- Produkciós vezető: Legény Judit

A szinkront a Laborfilm Szinkronstúdió készítette el.

## A film készítése
A filmet elsősorban a texasi Corsicanában és környékén forgatták 2016 májusában és júniusában, néhány jelenetet pedig Los Angelesben és New Yorkban is felvettek. A film producerei Spero Dean Stamboulis és Aimee Ng voltak.
A film vezető producerei Aimee Ng, Andrew K. Lo és Geronimo Frias voltak.